# Hermann Gallos
Hermann Gallos (Viena, 21 de gener de 1886 - Viena, 20 de febrer de 1957) fou un tenor austríac.
Va ser membre del conjunt de l'Òpera Estatal de Viena durant molts anys i va actuar regularment al Festival de Salzburg de 1922 a 1950. La Temporada 1925-1926 va cantar al Gran Teatre del Liceu de Barcelona.